# Sven Bergqvist

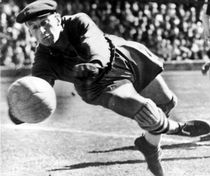
Sven Bergqvist

Sven Olof Lennart Bergqvist (* 20. August 1914 in Stockholm; † 16. Dezember 1996 in Hässelby) war ein schwedischer Sportler. Er war Fußball- und Bandytorhüter, Eishockeyverteidiger und Handballspieler. Nach einem Unfall nahm er als Behindertensportler an Wettbewerben im Bogenschießen teil.

## Werdegang
Bergqvist spielte ab 1932 für Hammarby IF sowohl in der Fußball-, der Bandy- als auch der Eishockeymannschaft. Bis 1946 war er für den Verein aktiv. Außerdem spielte er für SoIK Hellas Handball. Darüber hinaus wurde er sowohl in die schwedische Fußballnationalmannschaft als auch die Eishockeynationalmannschaft berufen. 1936 nahm er sowohl an den Olympischen Winterspielen, als auch den Olympischen Sommerspielen teil. Bei den Sommerspielen trat er nur im Fußball an, obwohl die Feldhandballmannschaft ihn um seine Teilnahme gebeten hatte.
Bergqvist debütierte für die Fußballnationalmannschaft am 30. Juni 1935 beim 3:1-Sieg über Deutschland. Bis 1943 bestritt er insgesamt 35 Länderspiele. Er nahm an der Fußball-Weltmeisterschaft 1938 als dritter Torhüter teil, kam aber nicht zum Einsatz. In der Eishockeynationalmannschaft spielte Bergqvist 55 Mal, davon 30 offizielle Länderspiele.
Nach einem schweren Unfall saß Bergqvist im Rollstuhl. Er qualifizierte sich für die Sommer-Paralympics 1960 im Bogenschießen. Aus finanziellen Gründen konnte er nicht teilnehmen, da er die Reisekosten selber hätte tragen müssen.
1999 wurde er in die IIHF Hall of Fame aufgenommen.